# 弗勒特
弗勒特是德国下萨克森州的一个市镇。总面积18.83平方公里，总人口1181人，其中男性589人，女性592人（2011年12月31日），人口密度63人/平方公里。